# Lorenzo de Zavala
Manuel Lorenzo Justiniano de Zavala y Saenz (ur. 1788, zm. 1836) – meksykański polityk.
Należał do radykalnego odłamu liberałów. Trzykrotnie (1827, 1827-1828 i 1833) był gubernatorem stanu Meksyk. Na mocy decyzji generała Santa Anny został, wraz z kilkoma innymi, reformatorskimi politykami, wygnany z kraju (1834). Po proklamowaniu Republiki Teksasu objął funkcję jej wiceprezydenta.
Był autorem prac poświęconym dziejom Meksyku.